# 徳武定祐
徳武 定祐（とくたけ さだゆき、1938年6月9日 - 2024年11月14日）は、東京都豊島区出身（青森県三戸郡五戸町生まれ）のプロ野球選手（内野手）・コーチ・監督。旧名は定之。
次女は元タレントで、2012年3月31日に郷ひろみと入籍した徳武利奈。

## 経歴

### プロ入りまで
父・定雄は日本大学硬式野球部出身。疎開先の青森県五戸町で初めて野球に触れる。終戦後に東京へ移り、本格的に野球を始めた。早稲田中学校へ入学するが、進学先の早稲田高には当時硬式野球部がなかったため、日大監督の香椎瑞穂の助言もあり、早稲田実業学校高等部に一般入試で合格した。当時の３年生には榎本喜八がいる。2年次の1955年には全国高等学校野球選手権東京大会で準決勝へ進出するが、並木輝男を擁する日本大学第三高等学校に9回逆転サヨナラ負けを喫した。3年次の1956年夏の東京大会では4番・遊撃手として同期の醍醐猛夫とクリーンアップを打ち、1年生エース・王貞治の好投もあって勝ち進む。準決勝では後に国鉄スワローズで同僚となる村田元一を擁する明治高等学校と対戦して辛勝し、決勝は伏兵の成蹊高等学校に大勝して第38回全国高等学校野球選手権大会に出場した。1回戦で和歌山県立新宮高等学校を破り、2回戦の岐阜県立岐阜商業高等学校戦では、後に早稲田大学野球部時代に対戦する清沢忠彦に抑えられて敗退した。

#### リンゴ事件の再来
1957年に一般入試で早稲田大学野球部へ進み、東京六大学野球リーグでは在学中に2度の優勝を果たしたほか、3年次の1959年には全日本大学野球選手権大会決勝で関西学院大学硬式野球部を降して優勝した。主に三塁を守り、4年次の1960年には主将を務めて秋季リーグの早慶六連戦でも1学年下の安藤元博とともに優勝の原動力となり、11月8日の3戦目には本塁への激しい突入プレーで紛糾の主役となった。
1回戦で勝利したが2回戦で敗れ、お互いに1勝1敗で迎えた第3戦目では優勝に王手をかけた慶応が清沢を、早稲田が安藤を先発させた。初回に早稲田は先頭の伊田が死球で出塁すると、続く末次義久が犠打を決め、3番・石黒行彦が安打で繋ぎ一死1、3塁で4番・徳武を迎えた。徳武の打球はやや浅いセンターへの飛球だったが伊田はタッチアップで本塁を狙い、本塁でクロスプレーとなった。衝撃で相手捕手・大橋勲のミットからボールがこぼれたために早稲田が先制する。その後は安藤と清沢が投手戦を繰り広げて7回まで無得点のまま試合が進むと、8回に早稲田が相手の失策で1点を追加し、9回はこの回から登板した丹羽弘を攻めて一死3塁としたが、ここで事件が発生する。6番に入った徳武と同期の野村徹がショートゴロを放つと、三塁走者の徳武が本塁へ突入を試みた。タイミングとしては完全にアウトだったが、徳武が大橋のミットを目掛けて足を上げた危険なスライディングをしてしまい、大橋のミットごとボールを弾き飛ばしてしまう。ここで徳武がそのまま何も言わずにベンチへ戻れば発生しなかったが、この危険なプレーに反省の念を覚えた徳武が再び大橋の元へ歩み寄った姿が慶応側から抗議に映り、センターの守備に就いていた慶応の渡海昇二が駆け寄って徳武の胸を突いた。これで場内は騒然となり、両軍の選手らが本塁付近に集まって一触即発の状態となる。コーチや監督がその場を収めたものの球場の雰囲気は殺気立ったものとなり、その裏に徳武ら早稲田の選手が守備に就くと、慶応の応援席から柿、みかん、空き缶が次々に投げ込まれ、罵声で試合が中断した。周囲の誰もが第2の「リンゴ事件」を連想したところ、慶應監督の前田祐吉がとっさに三塁コーチスボックスに出て、学生たちを静めた 。リーグ通算88試合出場、313打数92安打、打率.294、3本塁打、46打点。1958年秋季リーグからベストナインに5季連続選出（外野手1回、三塁手4回）された。大学同期には野村のほか、安藤元博とともに投の二本柱であった金沢宏がいる。

### 現役時代
1961年に11球団の争奪戦の末、国鉄スワローズへ入団する。大毎は力道山を使者として交渉するが、在京セリーグを希望していたため断り、読売ジャイアンツからは長嶋茂雄を遊撃手、広岡達朗を二塁手に回すからと誘われたが、実際に長嶋は同期の難波昭二郎との兼ね合いで13試合に遊撃手として先発出場しており、広岡も入団初期には15試合に二塁手として先発している。しかし、長嶋の大学時代の恩師である砂押邦信からは「長嶋はショートは出来ない。巨人に入団しても出番は無いからウチ（スワローズ）に来なさい」と諭され、入団を決めた。金銭面よりも選手としての出場機会を取った選択だった。当時の国鉄は選手の給料もままならない貧乏球団だったが破格の600万円で契約を結ぶ。しかしこれにはさすがに周囲が黙っていることは無く「徳武に出す金があるなら国鉄の運賃の値上げを止めろ」という抗議が殺到し、初代林家三平もこれをネタにしていた。
入団1年目はシーズン途中から4番を任され、打率.255（リーグ18位）、9本塁打を記録して球団初のAクラス入りに貢献した。佐々木信也、長嶋茂雄に次ぐ史上3人目の新人選手による全イニング出場も果たしている。物怖じしない性格だったため、金田正一、豊田泰光らにかわいがられ、1964年には3人でワールドシリーズを観戦している。
1963年には一軍打撃コーチを務めた藤村富美男の指導を受け、生涯一度の打率3割を記録してリーグ6位に喰いこみ、オールスターゲームにも出場したほか、入団から6年間で821試合連続出場の記録を持っていた。この記録は1967年の開幕3戦目で止まったが、これに当時の連続試合出場の記録を持っていた監督・飯田徳治は「接戦だったために徳武の記録を忘れていた」と述べるも明らかに不可解な理由で連続出場記録が止まってしまう。同年は移籍入団の城戸則文と併用されて出場機会が減少。
1968年に河村保彦との交換トレードで内野手の層の薄い中日ドラゴンズへ移籍した。サンケイ時代は板東英二に強く、当時の首脳陣による「徳武を取ったら板東の勝ち星も少しは増えるだろう」という思惑もあった。同年は伊藤竜彦らに代わるレギュラー三塁手として11本塁打を放つなど活躍した。
1969年に島谷金二が入団すると控えに回る。
1970年に現役を引退した。

### 指導者として
引退後は早大時代の監督だった石井連蔵の勧めで1971年にドジャースで1年間学び、帰国後は中日の二軍打撃コーチ（1972年）→一軍打撃コーチ（1973年 - 1976年）・ヘッドコーチ（1992年 - 1995年）、ロッテの一軍打撃コーチ（1977年 - 1978年）・二軍打撃コーチ（1980年 - 1981年）→チーフコーチ（1982年 - 1983年）→二軍監督（1984年 - 1988年）・一軍ヘッド兼打撃コーチ（1990年 - 1991年）・フロント（1979年, 1989年）を歴任。
中日コーチ1期目には、5年連続で2割5分台止まりの高木守道に「バットをミートポイントへ最短距離でぶつける」打撃フォームへの改造を提言した。高木と二人三脚でそれまでのアッパースイングから一転してダウンスイングの練習に取り組んだところ、1973年には打率を.273まで回復させた。在任中は寮に住み込み、よく外で一杯やっている時には、田尾安志を電話で「飲みに来い」と呼び出した。谷沢健一、田尾などタイトルを獲得するような選手も見ていた。
田尾は「僕は徳武さんがコーチじゃなかったらもっと本塁打を打つタイプの打者になっていました。徳武さんにはお世話になったんですよ。あの人も深夜まで練習に付き合ってくれました。でも僕の体が大きくなかったのでとにかく投手の足元に強いゴロを転がせという指導で」と述べている。
1975年オフの11月8日には東京六大学野球連盟結成50周年記念試合プロOB紅白戦メンバーに選出され、早大の先輩である荒川博監督率いる白軍の選手として出場。
ロッテでは国鉄時代の同僚金田正一監督に招かれ、新人時代の落合博満、スイッチヒッターに転向する西村徳文などを二軍で指導し、得津高宏にはバットを構えた時にバットが落ちてしまいそうなほど浅い握りを教えた。
ヘッドコーチを務めていた1990年6月23日の西武戦（西武）で、園川一美のボークの判定を巡って金田監督が審判の高木敏昭に対して暴行し退場、30日間出場停止となったため、出場停止期間中の監督代行を務めた。1991年、金田が解任されると徳武も退団。
中日コーチ2期目は監督になった高木の招聘でヘッドコーチに就任したが、1992年には最初のうちはうまくいっていた豊田誠佑一軍打撃コーチ補佐と大豊泰昭の指導を巡る意見の食い違いで次第に関係が悪化し、豊田はシーズン途中に一軍から外れて二軍と三軍を見ることになった。
1995年には、監督の高木の辞任に伴い、「自分は高木監督に呼ばれて（中日に）来た男。一心同体のつもりでやってきた。終わるなら一緒にと考えていた」と一度は要請を断りながらも、最終的には中山了社長の熱意に折れる形で監督代行を引き受けた。就任後はコーチ陣の配置転換に着手し、鈴木孝政二軍投手コーチを昇格させ、井手峻内野守備コーチを実質的なヘッドコーチ職に置いた。また、選手会長の川又米利と面談したり、裏方を集めて鼓舞するなど、高木が苦手としていた対話重視の姿勢も「徳武カラー」といえるものであったが、12勝25敗と低迷して解任された。
2度目の中日退団後は監督に就任した同期の野村から打診を受け、母校・早大の打撃コーチ（1999年 - 2014年）を務め、鳥谷敬、青木宣親、茂木栄五郎、重信慎之介らを育成する。一時はプロ野球マスターズリーグ・東京ドリームスのコーチも務めた。
後輩の小宮山悟が監督に就任した2019年、早大打撃コーチに復帰し。2020年まで務め、蛭間拓哉を指導した。指導現場から離れた後も、稲門倶楽部(早稲田大学野球部OB会)の一員として、後輩たちの面倒を見て、プロ入りする最後の教え子は蛭間拓哉、吉納翼。
郷ひろみは義理の息子にあたるが、結婚報告を受けた際にはあまり郷のことを知らなかったため、驚きはなかったという。現在では家族ぐるみの親戚付き合いが続いている。
2024年11月14日、悪性リンパ腫のため死去。86歳没。

## 詳細情報

### 年度別打撃成績
| 年 度      | 球 団                  | 試 合 | 打 席 | 打 数 | 得 点 | 安 打 | 二 塁 打 | 三 塁 打 | 本 塁 打 | 塁 打 | 打 点 | 盗 塁 | 盗 塁 死 | 犠 打 | 犠 飛 | 四 球 | 敬 遠 | 死 球 | 三 振 | 併 殺 打 | 打 率 | 出 塁 率 | 長 打 率 | O P S |
| ---------- | ---------------------- | ----- | ----- | ----- | ----- | ----- | -------- | -------- | -------- | ----- | ----- | ----- | -------- | ----- | ----- | ----- | ----- | ----- | ----- | -------- | ----- | -------- | -------- | ----- |
| 1961       | 国鉄 サンケイ アトムズ | 130   | 537   | 479   | 59    | 122   | 22       | 1        | 9        | 173   | 62    | 7     | 8        | 4     | 4     | 48    | 2     | 2     | 58    | 9        | .255  | .323     | .361     | .684  |
| 1962       | 国鉄 サンケイ アトムズ | 134   | 547   | 483   | 44    | 118   | 17       | 1        | 14       | 179   | 54    | 7     | 6        | 2     | 3     | 59    | 1     | 0     | 42    | 12       | .244  | .325     | .371     | .695  |
| 1963       | 国鉄 サンケイ アトムズ | 140   | 593   | 524   | 64    | 157   | 26       | 3        | 14       | 231   | 64    | 10    | 5        | 0     | 4     | 63    | 1     | 2     | 35    | 16       | .300  | .374     | .441     | .815  |
| 1964       | 国鉄 サンケイ アトムズ | 140   | 593   | 540   | 63    | 142   | 18       | 2        | 15       | 209   | 65    | 5     | 7        | 2     | 4     | 45    | 0     | 1     | 46    | 24       | .263  | .319     | .387     | .706  |
| 1965       | 国鉄 サンケイ アトムズ | 140   | 507   | 445   | 32    | 120   | 18       | 1        | 6        | 158   | 44    | 3     | 4        | 6     | 5     | 50    | 0     | 1     | 67    | 16       | .270  | .341     | .355     | .696  |
| 1966       | 国鉄 サンケイ アトムズ | 135   | 508   | 453   | 42    | 113   | 20       | 3        | 15       | 184   | 55    | 2     | 1        | 6     | 2     | 45    | 1     | 2     | 54    | 11       | .249  | .319     | .406     | .725  |
| 1967       | 国鉄 サンケイ アトムズ | 93    | 233   | 205   | 18    | 53    | 7        | 0        | 6        | 78    | 19    | 0     | 2        | 0     | 3     | 25    | 3     | 0     | 26    | 6        | .259  | .335     | .380     | .715  |
| 1968       | 中日                   | 113   | 367   | 319   | 28    | 76    | 9        | 0        | 11       | 118   | 31    | 1     | 3        | 6     | 1     | 41    | 1     | 0     | 54    | 8        | .238  | .324     | .370     | .694  |
| 1969       | 中日                   | 31    | 43    | 39    | 1     | 2     | 0        | 0        | 1        | 5     | 1     | 0     | 0        | 0     | 0     | 4     | 1     | 0     | 8     | 0        | .051  | .140     | .128     | .268  |
| 1970       | 中日                   | 7     | 6     | 4     | 0     | 0     | 0        | 0        | 0        | 0     | 1     | 0     | 0        | 0     | 1     | 1     | 0     | 0     | 2     | 0        | .000  | .167     | .000     | .167  |
| 通算：10年 | 通算：10年             | 1063  | 3934  | 3491  | 351   | 903   | 137      | 11       | 91       | 1335  | 396   | 35    | 36       | 26    | 27    | 381   | 10    | 8     | 392   | 102      | .259  | .331     | .382     | .713  |

- 各年度の太字はリーグ最高
- 国鉄（国鉄スワローズ）は、1965年途中にサンケイ（サンケイスワローズ）に球団名を変更

### 通算監督成績
- 57試合 17勝39敗1分 勝率.304

### 記録
節目の記録
- 1000試合出場：1968年9月11日 ※史上135人目

その他の記録
- 新人フルイニング出場：1961年 ※史上3人目
- オールスターゲーム出場：1回 （1963年）

### 背番号
- 3（1961年 - 1967年）
- 11（1968年 - 1970年）
- 63（1972年 - 1986年、1991年）
- 71（1987年 - 1988年）
- 78（1990年）
- 83（1992年）
- 82（1993年 - 1995年）

### 登録名
- 徳武定之（1961年 - 1993年）
- 徳武定祐（1994年 - 1995年）